# IConText
iConText Group — российская группа компаний интернет-маркетинга, предоставляющая комплексные решения бизнес-задач в сфере digital. Специализируется на стратегических решениях в omni digital marketing performance based.
iConText — флагман группы, владеет разными долями каждой из компаний группы. На рынке с 2002 года. В digital-группу компаний входят агентство omni digital marketing, iConText, интернет-агентство Registratura.ru, агентство веб-аналитики Webprofiters, агентство поисковой оптимизации iSEO, performance trading desk CPAExchange, New Media агентство Sociorama, агентство по мобильной рекламе полного цикла Zen Mobile Agency. А также создан образовательный центр MyAcademy.
iConText занимает 1 место в рейтинге российских рекламных агентств по количеству показов и кликов контекстной рекламы, является крупнейшим независимым интернет-агентством в России. Занимает 1 место в Топ-100 компаний digital-рынка России 2014. В 2015 году возглавило Топ-100 Единого Рейтинга ведущих агентств контекстной рекламы Рунета и Рейтинг агентств контекстной рекламы «Рейтинг Рунета». Согласно рейтингу издания AdIndex за 2014 год iConText занимает 1 место среди агентств по уровню знания в контекстной рекламе.
Штаб-квартира компании расположена в Москве. А в 2014 году открыт офис в Санкт-Петербурге. Также имеются представительства в Приволжском, Северо-Кавказском, Южном, Сибирском и Уральском, Федеральных округах, Северо-Западном округе.

## Собственники и руководство
Основные владельцы компании: Мария Черницкая, Тимофей Путинцев, Здесенкова Екатерина, ru-Net Holdings Limited, iTech Capital.

## История компании
Компания iConText была создана Марией Черницкой в 2002 году. Первым инвестором агентства выступил Лев Глейзер. На тот момент это было первое и единственное специализированное агентство контекстной рекламы, размещавшее рекламу в системе Яндекс.Директ. Первым клиентом агентства стал МегаФон.. По итогам 5 месяцев работы агентство окупило инвестиции и вышло в плюс. В Санкт-Петербурге агентство представлял Тимофей Путинцев, работающий в компании до сих пор управляющим iConText. Мария Черницкая — президент Icongroup. В 2004 году в агентстве работало всего 4 человека. У iConText в этот год появился первый заказ на рекламную кампанию. С 2005 года агентство начинает предоставлять услугу SEO-оптимизации. В 2006 году штат компании составлял 20 человек, которые обслуживали около 250 клиентов. Агентство начало размещать рекламу клиентов в Бегуне и Google AdWords. В тестовом режиме начал работать сервис SmartContext — первая в России универсальная система, позволяющая централизованно управлять рекламой в Яндекс.Директе, Google AdWords и Бегуне.
В 2008 году совладельцем агентства iConText стал инвестхолдинг ru-Net Holdings Limited. Сделка готовилась в течение года. Марии Черницкой и холдингу ru-Net в итоге стал принадлежать 51 % уставного капитала компании. Предполагалось, что деньги ru-Net пойдут на продвижение услуг, совершенствование технологий и покупку компаний. Сразу же после этой сделки было объявлено о покупке агентством iConText 51 % акций компании Registratura.ru, занимающейся проведением, мониторингом и аудитом рекламных кампаний в интернете, а также созданием интернет-сайтов. Компанией Registratura.ru разработана автоматизированная система управления контекстной рекламы R-брокер.
В 2009 году агентство iConText стало первой российской компанией, получившей статусы «Авторизованный реселлер Google AdWords» (Google AdWords Reseller) и «Авторизованный консультант по Google Analytics» (Google Analytics Authorized Consultant).
В 2010 году на базе агентства была создана самостоятельная компания по поисковому продвижению iSEO. Создатель и совладелец компании iSEO — Александр Чурилов. В мае 2011 года iConText стал эксклюзивным представителем в России американской американской платформы для интернет-маркетинга Efficient Frontier, позднее приобретённой компанией Adobe и переименованной в Adobe AdLens. К этому моменту агентство закрыло собственную систему SmartContext, выбрав стратегию использования более продвинутых западных технологий.
В том же 2011 году агентство iConText приобрело долю в консалтинговом агентстве WebProfiters, специализирующемся на области веб-аналитики и повышения конверсии. В ноябре 2011 года агентство проводит первую конференцию по веб-аналитике iMetrics.
В 2012 году группа компаний iConText пополнилась агентством по продвижению в социальных сетях Sociorama и заключила соглашение с китайским агентством Charmclick по размещению рекламы в крупнейшем поисковике КНР Baidu. В 2013 году агентство запустило образовательный проект MyAcademy по подготовке интернет-маркетологов. 1 августа 2013 года было объявлено об изменениях в структуре собственников агентства. Долю Льва Глейзера (чуть более 25 %) приобрел инвестиционный фонд iTech Capital.
В феврале 2014 года было объявлено об объединении активов iConText в группу компаний под единым управлением. Цель объединения — обеспечить полный цикл digital-маркетинга для крупного онлайн- и офлайн-бизнеса с общими стандартами сервиса. В том же месяце агентство iConText получило статус Google Analytics Premium Authorized Reseller.
Агентство iConText имеет представительства в пяти федеральных округах. В мае 2014 года был открыт первый офис компании в Санкт-Петербурге.
Летом 2016 году произошел ребрендинг группы, и iConText Group стала Icongroup. В большей степени группа имеет административную функцию, позволяя каждому входящему в группу бренду заниматься собственным продвижением.

## Деятельность
Основные направления деятельности компании Icongroup:
- Omni digital marketing
- Performance marketing
- Разработка стратегии
- Mobile
- Медийная реклама
- Таргетированная реклама в социальных сетях
- Контекстная реклама
- Поисковая оптимизация
- Консалтинговые услуги
- SMM
- Реклама в Baidu
- Digital маркетинг
- Постклик-анализ
- Веб-аналитика
- Сплит-тестирование
- Технологии Adobe
- Разработка и внедрение технологий и сервисов
- Обучение

## Клиенты
Сбербанк, eBay, Lego, L’Oreal Paris, LG, La Redoute, Биглион, Anywayanyday, Аскона, Ситилинк, Петрович, Ив Роше, Metro Cash & Carry и другие.

## Партнеры
iConText — авторизованный реселлер системы Google Analytics Premium — Google Analytics Premium Authorized Reseller.
iConText работает с ведущими контекстными площадками, такими как Яндекс. Директ, Google AdWords, myTarget, Бегун, а также социальными сетями — ВКонтакте, Facebook, Одноклассники, Мой Мир. Сотрудники — признанные профессионалы, о чем свидетельствуют официальные сертификаты Яндекса и Бегуна и статусы Google AdWords Qualified Company и Google AdWords Authorised Reseller. Также сотрудники, занимающиеся измерением эффективности рекламных кампаний, имеют сертификаты Google Analytics Individual Qualification и Adobe Certified Expert: SiteCatalyst®